# Coppa del Mondo di salto con gli sci 2013
La Coppa del Mondo di salto con gli sci 2013, trentaquattresima edizione della manifestazione organizzata dalla Federazione Internazionale Sci, fu la seconda a prevedere un circuito di gare femminili. La stagione iniziò il 23 novembre 2012 a Lillehammer, in Norvegia, con una gara a squadre mista, la prima disputata nel circuito di Coppa del Mondo. Nel corso della stagione si tennero in Val di Fiemme i Campionati mondiali di sci nordico 2013, non validi ai fini della Coppa del Mondo, il cui calendario contemplò dunque un'interruzione tra febbraio e marzo.
La stagione maschile iniziò il 24 novembre 2012 a Lillehammer e si concluse il 24 marzo 2013 a Planica, in Slovenia. Furono disputate 27 delle 28 gare individuali previste, in 21 differenti località: 3 su trampolino normale, 17 su trampolino lungo, 7 su trampolino per il volo. Furono inserite nel calendario 6 gare a squadre, valide ai fini della classifica per nazioni. L'austriaco Gregor Schlierenzauer si aggiudicò sia la coppa di cristallo, il trofeo assegnato al vincitore della classifica generale, sia il Torneo dei quattro trampolini, sia la Coppa di volo. Anders Bardal era il detentore uscente della Coppa generale, Schlierenzauer del Torneo.
La stagione femminile iniziò il 24 novembre 2012 a Lillehammer e si concluse il 17 marzo 2013 a Oslo, in Norvegia. Furono disputate tutte le 16 gare individuali previste, in 10 differenti località: 15 su trampolino normale, 1 su trampolino lungo. La giapponese Sara Takanashi si aggiudicò la coppa di cristallo. Sarah Hendrickson era la detentrice uscente della Coppa generale.

## Uomini

### Risultati
| Data                          | Località               | Nazione   | Trampolino                 | Spec. | Primo                                                                      | Secondo                                                                         | Terzo                                                                      |
| ----------------------------- | ---------------------- | --------- | -------------------------- | ----- | -------------------------------------------------------------------------- | ------------------------------------------------------------------------------- | -------------------------------------------------------------------------- |
| 24 novembre 2012              | Lillehammer            | Norvegia  | Lysgårdsbakken HS100       | NH    | Severin Freund                                                             | Thomas Morgenstern                                                              | Anders Bardal                                                              |
| 25 novembre 2012              | Lillehammer            | Norvegia  | Lysgårdsbakken HS138       | LH    | Gregor Schlierenzauer                                                      | Anders Fannemel                                                                 | Thomas Morgenstern                                                         |
| 30 novembre 2012              | Kuusamo                | Finlandia | Rukatunturi HS142          | TL    | Germania Andreas Wellinger Michael Neumayer Richard Freitag Severin Freund | Austria Wolfgang Loitzl Manuel Fettner Gregor Schlierenzauer Thomas Morgenstern | Slovenia Robert Kranjec Jurij Tepeš Jaka Hvala Peter Prevc                 |
| 1º dicembre 2012              | Kuusamo                | Finlandia | Rukatunturi HS142          | LH    | Severin Freund                                                             | Dmitrij Vasil'ev                                                                | Simon Ammann                                                               |
| 8 dicembre 2012               | Soči                   | Russia    | RusSki Gorki HS105         | NH    | Gregor Schlierenzauer                                                      | Severin Freund                                                                  | Andreas Kofler                                                             |
| 9 dicembre 2012               | Soči                   | Russia    | RusSki Gorki HS105         | NH    | Andreas Kofler                                                             | Richard Freitag                                                                 | Andreas Wellinger                                                          |
| 15 dicembre 2012              | Engelberg              | Svizzera  | Gross-Titlis-Schanze HS137 | LH    | Andreas Kofler                                                             | Kamil Stoch                                                                     | Gregor Schlierenzauer                                                      |
| 16 dicembre 2012              | Engelberg              | Svizzera  | Gross-Titlis-Schanze HS137 | LH    | Gregor Schlierenzauer                                                      | Andreas Kofler Andreas Wellinger                                                |                                                                            |
| Torneo dei quattro trampolini |                        |           |                            |       |                                                                            |                                                                                 |                                                                            |
| 30 dicembre 2012              | Oberstdorf             | Germania  | Schattenberg HS137         | LH    | Anders Jacobsen                                                            | Gregor Schlierenzauer                                                           | Severin Freund                                                             |
| 1º gennaio 2013               | Garmisch-Partenkirchen | Germania  | Große Olympiaschanze HS140 | LH    | Anders Jacobsen                                                            | Gregor Schlierenzauer                                                           | Anders Bardal                                                              |
| 4 gennaio 2013                | Innsbruck              | Austria   | Bergisel HS130             | LH    | Gregor Schlierenzauer                                                      | Kamil Stoch                                                                     | Anders Bardal                                                              |
| 6 gennaio 2013                | Bischofshofen          | Austria   | Paul Ausserleitner HS140   | LH    | Gregor Schlierenzauer                                                      | Anders Jacobsen                                                                 | Stefan Kraft                                                               |
| 9 gennaio 2013                | Wisła                  | Polonia   | Malinka HS134              | LH    | Anders Bardal                                                              | Richard Freitag                                                                 | Rune Velta                                                                 |
| 11 gennaio 2013               | Zakopane               | Polonia   | Wielka Krokiew HS134       | TL    | Slovenia Jurij Tepeš Robert Kranjec Jaka Hvala Peter Prevc                 | Polonia Piotr Żyła Maciej Kot Krzysztof Miętus Kamil Stoch                      | Austria Wolfgang Loitzl Andreas Kofler Thomas Morgenstern Stefan Kraft     |
| 12 gennaio 2013               | Zakopane               | Polonia   | Wielka Krokiew HS134       | LH    | Anders Jacobsen                                                            | Anders Bardal                                                                   | Kamil Stoch                                                                |
| 19 gennaio 2013               | Sapporo                | Giappone  | Ōkurayama HS134            | LH    | Jan Matura                                                                 | Tom Hilde                                                                       | Robert Kranjec                                                             |
| 20 gennaio 2013               | Sapporo                | Giappone  | Ōkurayama HS134            | LH    | Jan Matura                                                                 | Robert Kranjec                                                                  | Andreas Wank                                                               |
| 26 gennaio 2013               | Vikersund              | Norvegia  | Vikersundbakken HS225      | FH    | Gregor Schlierenzauer                                                      | Simon Ammann                                                                    | Robert Kranjec                                                             |
| 27 gennaio 2013               | Vikersund              | Norvegia  | Vikersundbakken HS225      | FH    | Robert Kranjec                                                             | Michael Neumayer                                                                | Gregor Schlierenzauer                                                      |
| 3 febbraio 2013               | Harrachov              | Rep. Ceca | Čerťák HS205               | FH    | Gregor Schlierenzauer                                                      | Robert Kranjec                                                                  | Jan Matura                                                                 |
| 3 febbraio 2013               | Harrachov              | Rep. Ceca | Čerťák HS205               | FH    | Gregor Schlierenzauer                                                      | Jan Matura                                                                      | Jurij Tepeš                                                                |
| Torneo a squadre              |                        |           |                            |       |                                                                            |                                                                                 |                                                                            |
| 9 febbraio 2013               | Willingen              | Germania  | Mühlenkopf HS145           | TL    | Slovenia Jurij Tepeš Jaka Hvala Peter Prevc Robert Kranjec                 | Norvegia Rune Velta Tom Hilde Anders Bardal Anders Jacobsen                     | Germania Michael Neumayer Richard Freitag Andreas Wellinger Severin Freund |
| 10 febbraio 2013              | Willingen              | Germania  | Mühlenkopf HS145           | LH    | annullata                                                                  | annullata                                                                       | annullata                                                                  |
| 13 febbraio 2013              | Klingenthal            | Germania  | Vogtland Arena HS140       | LH    | Jaka Hvala                                                                 | Taku Takeuchi                                                                   | Gregor Schlierenzauer                                                      |
| 16 febbraio 2013              | Oberstdorf             | Germania  | Heini Klopfer HS213        | FH    | Richard Freitag                                                            | Andreas Stjernen                                                                | Gregor Schlierenzauer                                                      |
| 17 febbraio 2013              | Oberstdorf             | Germania  | Heini Klopfer HS213        | TL    | Norvegia Anders Jacobsen Tom Hilde Anders Bardal Andreas Stjernen          | Austria Stefan Kraft Wolfgang Loitzl Martin Koch Gregor Schlierenzauer          | Slovenia Jurij Tepeš Robert Kranjec Jaka Hvala Peter Prevc                 |
| 9 marzo 2013                  | Lahti                  | Finlandia | Salpausselkä HS130         | TL    | Germania Andreas Wank Michael Neumayer Severin Freund Richard Freitag      | Norvegia Rune Velta Andreas Stjernen Anders Jacobsen Anders Bardal              | Polonia Maciej Kot Piotr Żyła Krzysztof Miętus Kamil Stoch                 |
| 10 marzo 2013                 | Lahti                  | Finlandia | Salpausselkä HS130         | LH    | Richard Freitag                                                            | Anders Bardal                                                                   | Anders Jacobsen Severin Freund                                             |
| 12 marzo 2013                 | Kuopio                 | Finlandia | Puijo HS127                | LH    | Kamil Stoch                                                                | Daiki Itō                                                                       | Severin Freund                                                             |
| 15 marzo 2013                 | Trondheim              | Norvegia  | Granåsen HS140             | LH    | Kamil Stoch                                                                | Richard Freitag                                                                 | Daiki Itō                                                                  |
| 17 marzo 2013                 | Oslo                   | Norvegia  | Holmenkollen HS134         | LH    | Gregor Schlierenzauer Piotr Żyła                                           |                                                                                 | Robert Kranjec                                                             |
| 22 marzo 2013                 | Planica                | Slovenia  | Letalnica HS215            | FH    | Gregor Schlierenzauer                                                      | Peter Prevc                                                                     | Piotr Żyła                                                                 |
| 23 marzo 2013                 | Planica                | Slovenia  | Letalnica HS215            | TL    | Slovenia Jurij Tepeš Peter Prevc Andraž Pograjc Robert Kranjec             | Norvegia Rune Velta Kim René Elverum Sorsell Anders Bardal Andreas Stjernen     | Austria Wolfgang Loitzl Stefan Kraft Martin Koch Gregor Schlierenzauer     |
| 24 marzo 2013                 | Planica                | Slovenia  | Letalnica HS215            | FH    | Jurij Tepeš                                                                | Rune Velta                                                                      | Peter Prevc                                                                |

Legenda:

NH = trampolino normale

LH = trampolino lungo

FH = volo con gli sci

TL = gara a squadre

### Classifiche

#### Generale
| Pos. | Nome                  | Nazione   | Punti |
| ---- | --------------------- | --------- | ----- |
| 1    | Gregor Schlierenzauer | Austria   | 1620  |
| 2    | Anders Bardal         | Norvegia  | 999   |
| 3    | Kamil Stoch           | Polonia   | 953   |
| 4    | Severin Freund        | Germania  | 923   |
| 5    | Anders Jacobsen       | Norvegia  | 878   |
| 6    | Robert Kranjec        | Slovenia  | 802   |
| 7    | Peter Prevc           | Slovenia  | 744   |
| 8    | Richard Freitag       | Germania  | 736   |
| 9    | Michael Neumayer      | Germania  | 678   |
| 10   | Jan Matura            | Rep. Ceca | 631   |

#### Torneo dei quattro trampolini
| Pos. | Nome                  | Nazione  | Punti  |
| ---- | --------------------- | -------- | ------ |
| 1    | Gregor Schlierenzauer | Austria  | 1100,2 |
| 2    | Anders Jacobsen       | Norvegia | 1087,2 |
| 3    | Tom Hilde             | Norvegia | 1029,2 |
| 4    | Kamil Stoch           | Polonia  | 1027,2 |
| 5    | Anders Bardal         | Norvegia | 1026,8 |

#### Volo
| Pos. | Nome                  | Nazione  | Punti |
| ---- | --------------------- | -------- | ----- |
| 1    | Gregor Schlierenzauer | Austria  | 544   |
| 2    | Robert Kranjec        | Slovenia | 407   |
| 3    | Andreas Stjernen      | Norvegia | 313   |
| 4    | Jurij Tepeš           | Slovenia | 303   |
| 4    | Peter Prevc           | Slovenia | 296   |

#### Torneo a squadre
| Pos. | Nazione  | Punti  |
| ---- | -------- | ------ |
| 1    | Norvegia | 3834,3 |
| 2    | Slovenia | 3825,6 |
| 3    | Austria  | 3783,5 |
| 4    | Germania | 3748,3 |
| 5    | Giappone | 3522,1 |

#### Nazioni
| Pos. | Nazione   | Punti |
| ---- | --------- | ----- |
| 1    | Norvegia  | 5605  |
| 2    | Austria   | 5599  |
| 3    | Germania  | 5199  |
| 4    | Slovenia  | 4664  |
| 5    | Polonia   | 3447  |
| 6    | Giappone  | 2183  |
| 7    | Rep. Ceca | 1770  |
| 8    | Russia    | 959   |
| 9    | Svizzera  | 636   |
| 10   | Italia    | 378   |

## Donne

### Risultati
| Data             | Località            | Nazione  | Trampolino                  | Spec. | Prima                          | Seconda                    | Terza                                       |
| ---------------- | ------------------- | -------- | --------------------------- | ----- | ------------------------------ | -------------------------- | ------------------------------------------- |
| 24 novembre 2012 | Lillehammer         | Norvegia | Lysgårdsbakken HS100        | NH    | Sara Takanashi                 | Sarah Hendrickson          | Anette Sagen                                |
| 8 dicembre 2012  | Soči                | Russia   | RusSki Gorki HS105          | NH    | Sarah Hendrickson              | Sara Takanashi             | Anette Sagen                                |
| 9 dicembre 2012  | Soči                | Russia   | RusSki Gorki HS105          | NH    | Daniela Iraschko Coline Mattel |                            | Sara Takanashi                              |
| 14 dicembre 2012 | Ramsau am Dachstein | Austria  | W90-Mattensprunganlage HS98 | NH    | Sara Takanashi                 | Coline Mattel              | Daniela Iraschko                            |
| 5 gennaio 2013   | Schonach            | Germania | Langenwaldschanze HS106     | NH    | Sara Takanashi                 | Evelyn Insam               | Daniela Iraschko Jacqueline Seifriedsberger |
| 6 gennaio 2013   | Schonach            | Germania | Langenwaldschanze HS106     | NH    | Anette Sagen                   | Daniela Iraschko           | Coline Mattel                               |
| 12 gennaio 2013  | Hinterzarten        | Germania | Rothaus HS108               | NH    | Sarah Hendrickson              | Sara Takanashi             | Coline Mattel                               |
| 13 gennaio 2013  | Hinterzarten        | Germania | Rothaus HS108               | NH    | Sara Takanashi                 | Sarah Hendrickson          | Jacqueline Seifriedsberger                  |
| 2 febbraio 2013  | Sapporo             | Giappone | Miyanomori HS100            | NH    | Coline Mattel                  | Jacqueline Seifriedsberger | Anette Sagen                                |
| 3 febbraio 2013  | Sapporo             | Giappone | Miyanomori HS100            | NH    | Jacqueline Seifriedsberger     | Anette Sagen               | Sarah Hendrickson                           |
| 10 febbraio 2013 | Zaō                 | Giappone | Yamagata HS100              | NH    | Sara Takanashi                 | Jacqueline Seifriedsberger | Carina Vogt                                 |
| 10 febbraio 2013 | Zaō                 | Giappone | Yamagata HS100              | NH    | Sara Takanashi                 | Jacqueline Seifriedsberger | Sarah Hendrickson                           |
| 16 febbraio 2012 | Ljubno              | Slovenia | Logarska dolina HS95        | NH    | Sara Takanashi                 | Sarah Hendrickson          | Coline Mattel                               |
| 17 febbraio 2012 | Ljubno              | Slovenia | Logarska dolina HS95        | NH    | Sara Takanashi                 | Coline Mattel              | Sarah Hendrickson                           |
| 15 marzo 2013    | Trondheim           | Norvegia | Granåsen HS105              | NH    | Sarah Hendrickson              | Sara Takanashi             | Jacqueline Seifriedsberger                  |
| 17 marzo 2013    | Oslo                | Norvegia | Holmenkollen HS134          | LH    | Sarah Hendrickson              | Sara Takanashi             | Jacqueline Seifriedsberger                  |

Legenda:

NH = trampolino normale

LH = trampolino lungo

### Classifiche

#### Generale
| Pos. | Nome                       | Nazione     | Punti |
| ---- | -------------------------- | ----------- | ----- |
| 1    | Sara Takanashi             | Giappone    | 1297  |
| 2    | Sarah Hendrickson          | Stati Uniti | 1047  |
| 3    | Coline Mattel              | Francia     | 823   |
| 4    | Jacqueline Seifriedsberger | Austria     | 817   |
| 5    | Anette Sagen               | Norvegia    | 612   |
| 6    | Katja Požun                | Slovenia    | 499   |
| 7    | Carina Vogt                | Germania    | 481   |
| 8    | Lindsey Van                | Stati Uniti | 432   |
| 9    | Jessica Jerome             | Stati Uniti | 422   |
| 10   | Daniela Iraschko           | Austria     | 390   |

#### Nazioni
| Pos. | Nazione     | Punti |
| ---- | ----------- | ----- |
| 1    | Stati Uniti | 2260  |
| 2    | Slovenia    | 2041  |
| 3    | Giappone    | 1930  |
| 4    | Norvegia    | 1303  |
| 5    | Austria     | 1219  |
| 6    | Germania    | 1077  |
| 7    | Francia     | 1033  |
| 8    | Italia      | 757   |
| 9    | Canada      | 374   |
| 10   | Rep. Ceca   | 112   |

## Misto

### Risultati
| Data             | Località    | Nazione  | Trampolino           | Spec. | Primo                                                      | Secondo                                                    | Terzo                                                                    |
| ---------------- | ----------- | -------- | -------------------- | ----- | ---------------------------------------------------------- | ---------------------------------------------------------- | ------------------------------------------------------------------------ |
| 23 novembre 2012 | Lillehammer | Norvegia | Lysgårdsbakken HS100 | MX    | Norvegia Maren Lundby Tom Hilde Anette Sagen Anders Bardal | Giappone Yūki Itō Yūta Watase Sara Takanashi Taku Takeuchi | Italia Elena Runggaldier Andrea Morassi Evelyn Insam Sebastian Colloredo |

Legenda:

MX = gara a squadre mista